# Hadena desquamata
Hadena desquamata är en fjärilsart som beskrevs av Nikolai Nikolaievich Filipjev 1931. Hadena desquamata ingår i släktet Hadena och familjen nattflyn. Inga underarter finns listade i Catalogue of Life.